# Championnat d'Autriche féminin de football 2021-2022
Navigation
Édition précédente Édition suivante
La saison 2021-2022 du Championnat d'Autriche féminin de football (Österreichische Fußball-Frauenmeisterschaft) est la cinquantième saison du championnat. Le SKN St. Pölten Frauen défend son titre et remporte son septième titre de champion.

## Organisation
La compétition se déroule en mode championnat, chaque équipe joue deux fois contre chaque équipe adverse participante, une fois à domicile et une fois à l'extérieur.

## Participants
Ce tableau présente les dix équipes qualifiées pour disputer le championnat 2021-2022. On y trouve le nom des clubs, le nom des entraîneurs et leur nationalité, la date de création du club, l'année de la dernière montée au sein de l'élite, le nom des stades ainsi que la capacité de ces derniers.
| \| SKN St. Pölten Frauen Austria Graz SV Neulengbach FC Bergheim FFC Vorderland First Vienna SKV Altenmarkt FC Südburgenland Wacker Innsbruck \| Localisation des clubs engagés dans le championnat. |
| SKN St. Pölten Frauen Austria Graz SV Neulengbach FC Bergheim FFC Vorderland First Vienna SKV Altenmarkt FC Südburgenland Wacker Innsbruck                                                           |

| Nom du club                   | Entraîneur        | Date de création | Dernière montée | Stade                      | Capacité |
| ----------------------------- | ----------------- | ---------------- | --------------- | -------------------------- | -------- |
| SKV Altenmarkt                | Mario Graf        | 2004             | 2012            | Sportplatz, Altenmarkt     |          |
| FK Austria Vienne             | Robert Haas       | 1968             | 1982            | Sportplatz Jochbergengasse |          |
| FC Bergheim                   | Josef Bauer       | 2014             | 2016            | Sportplatz, Bergheim       | 300      |
| First Vienna FC 1894          | Aschot Movsesian  |                  | 2021            | Spielmanngasse             |          |
| USV Neulengbach               | Maria Gstöttner   | 1992             | 1997            | Wienerwaldstadion          | 3 000    |
| SKN St. Pölten Frauen         | Maria Wolf        | 2016             | 2016            | NV Arena                   | 8 000    |
| SK Sturm Graz                 | Markus Hiden      | 2011             | 2013            | Sportplatz SC Matzen       |          |
| FC Südburgenland              | Milivoj Vujanovic | 2002             | 2013            | Sportplatz, Olbendorf      | 500      |
| SPG SCR Altach/FFC Vorderland | Jessica Thies     | 2012             | 2017            | Cashpoint-Arena, Altach    | 8 500    |
| FC Wacker Innsbruck           | Benjamin Stolte   | 2006             | 2018            | Tivoli W1                  | 700      |

## Compétition

### Classement
| Rang | Équipe                        | Pts | J  | G  | N | P  | Bp | Bc | Diff |
| ---- | ----------------------------- | --- | -- | -- | - | -- | -- | -- | ---- |
| 1    | SKN St. Pölten T              | 52  | 18 | 17 | 1 | 0  | 73 | 1  | +72  |
| 2    | Sturm Graz                    | 47  | 18 | 15 | 2 | 1  | 59 | 17 | +42  |
| 3    | Austria Vienne                | 35  | 18 | 11 | 2 | 5  | 49 | 22 | +27  |
| 4    | First Vienna FC P             | 32  | 18 | 10 | 2 | 6  | 46 | 19 | +27  |
| 5    | SV Neulengbach                | 29  | 18 | 9  | 2 | 7  | 42 | 31 | +11  |
| 6    | SPG SCR Altach/FFC Vorderland | 27  | 18 | 7  | 6 | 5  | 34 | 28 | +6   |
| 7    | SKV Altenmarkt                | 12  | 18 | 3  | 3 | 12 | 19 | 43 | -24  |
| 8    | FC Wacker Innsbruck           | 10  | 18 | 3  | 1 | 14 | 15 | 52 | -37  |
| 9    | FC Bergheim                   | 9   | 18 | 3  | 0 | 15 | 22 | 65 | -43  |
| 10   | FC Südburgenland              | 7   | 18 | 2  | 1 | 15 | 14 | 95 | -81  |

| Légende : Qualifications et relégations | Légende : Qualifications et relégations                                      |
| --------------------------------------- | ---------------------------------------------------------------------------- |
|                                         | Ligue des champions 2022-2023                                                |
|                                         | Relégué en deuxième division                                                 |
|                                         | T : Tenant du titre P : Promu C : Vainqueur de la Coupe d'Autriche 2021-2022 |

### Meilleures buteuses
Mise à jour le 2 mai 2022.
| Rg                 | Joueuse                 | Club                 | Buts |
| ------------------ | ----------------------- | -------------------- | ---- |
| Médaille d'or      | Mateja Zver             | SKN St. Pölten       | 13   |
| Médaille d'argent  | Annabel Schasching      | SK Sturm Graz        | 12   |
| Médaille de bronze | Stefanie Enzinger       | SKN St. Pölten       | 11   |
| 4.                 | Karina Bauer            | FK Austria Vienne    | 10   |
| 4.                 | Sarah Mattner-Trembleau | First Vienna FC 1894 | 10   |

## Bilan de la saison
| Championnat d'Autriche féminin de football 2021-2022   |                                 |
| Champion                                               | SKN St. Pölten (7e titre)       |
| Dauphin                                                | Sturm Graz                      |
| Coupes et trophées                                     |                                 |
| Vainqueur de la Coupe d'Autriche 2021-2022             | SKN St. Pölten                  |
| Qualifications continentales                           |                                 |
| Ligue des champions féminine de l'UEFA 2022-2023       | SKN St. Pölten                  |
| Ligue des champions féminine de l'UEFA 2022-2023       | Sturm Graz                      |
| Promotions et relégations                              |                                 |
| Promus en Championnat d'Autriche féminin de football   | SPG Kleinmünchen/Blau-Weiß Linz |
| Relégués en Championnat d'Autriche féminin de football | FC Südburgenland                |